# Segidilja kompuesta
Segidilja kompuesta (šp. seguidilla compuesta) je strofa u španskoj književnosti koja se sastoji od stihova kraćeg metra, tačnije sedam stihova. Slična je segidilji simple (šp. seguidilla simple), ali su dodata jos tri stiha. Kombinuje sedmerce i peterce koji se rimuju asonantskom rimom. Segidilja je složena kad je formirana od segidilje simple i jednog refrena. Šema rime je 7– 5a 7– 5a 5b 7– 5b

## Primer
-{Tal vez nunca lo sepas

regio soldado,

pero andando el camino,

heme marchado.

Canso y vacío,

de soñarte me alejo

viejito mio}-